# Muelleritermes
Muelleritermes (лат.) — род носатых термитов из семейства Termitidae (Nasutitermitinae). 2 вида. Бразилия.

## Описание
Мелкие виды носатых термитов, обнаруженные в лесах Атлантического побережбя южной Бразилии. Имеют три типа солдат и рабочих и укороченный смешанный сегмент. От близких родов Velocitermes и Diversitermes отличается наличием нескольких омматидиев у солдат, расположенных позади усиков. От Velocitermes также отличается отсутствием сужения головы у крупных солдат, а от Diversitermes также отличается наличием коротких волосков на верхней части головы солдат. Солдаты имеют носовую трубку из которой при опасности выстреливают репеллентами на основе терпенов.

## Систематика
2 вида. Род был впервые выделен в 2015 году бразильскими энтомологами Данило Оливейра (Danilo E. Oliveira, Universidade Estadual de Goiás, Anápolis, GO, Бразилия), Маурисио Роча и Элиана Канселло (Mauricio R. Rocha & Eliana M. Cancello; Museu de Zoologia da Universidade de São Paulo (MZUSP), Ipiranga, Сан-Пауло, Бразилия) на основе двух новых для науки видов, обнаруженных в Бразилии. Сходны с родами термитов Velocitermes и Diversitermes.
- Muelleritermes fritzi Oliveira et al., 2015
- Muelleritermes globiceps Oliveira et al., 2015